# Natação nos Jogos Olímpicos de Verão de 2016 - 100 m peito feminino
A competição dos 100 metros peito feminino da natação nos Jogos Olímpicos de Verão de 2016 foi disputada nos dias 7 e 8 de agosto no Estádio Aquático Olímpico.

## Medalhistas
| Ouro   | USA Lilly King      |
| Prata  | RUS Yuliya Yefimova |
| Bronze | USA Katie Meili     |

## Recordes
Antes desta competição, os recordes mundiais e olímpicos da prova eram os seguintes:
| Tipo | Atleta         | Tempo   | Local     | Data                 |
| ---- | -------------- | ------- | --------- | -------------------- |
|      | Rūta Meilutytė | 1:04.35 | Barcelona | 29 de julho de 2013  |
|      | Leisel Jones   | 1:05.17 | Pequim    | 10 de agosto de 2008 |

Os seguintes recordes mundiais ou olímpicos foram estabelecidos durante esta competição:
| Data        | Evento | Atleta         | Tempo   | Notas            |
| ----------- | ------ | -------------- | ------- | ---------------- |
| 8 de agosto | Final  | USA Lilly King | 1:04.93 | Recorde olímpico |

## Resultados

### Eliminatórias
| Pos. | Elim. | Raia | Nadadora                  | CON                          | Tempo   | Notas            |
| ---- | ----- | ---- | ------------------------- | ---------------------------- | ------- | ---------------- |
| 1    | 6     | 4    | Lilly King                | USA Estados Unidos           | 1:05.78 | Q                |
| 2    | 5     | 4    | Yuliya Yefimova           | RUS Rússia                   | 1:05.79 | Q                |
| 3    | 4     | 4    | Katie Meili               | USA Estados Unidos           | 1:06.00 | Q                |
| 4    | 6     | 4    | Rūta Meilutytė            | LTU Lituânia                 | 1:06.35 | Q                |
| 5    | 6     | 3    | Shi Jinglin               | CHN China                    | 1:06.55 | Q                |
| 6    | 4     | 7    | Rikke Møller Pedersen     | DEN Dinamarca                | 1:06.58 | Q                |
| 7    | 5     | 5    | Alia Atkinson             | JAM Jamaica                  | 1:06.72 | Q                |
| 8    | 4     | 6    | Taylor McKeown            | AUS Austrália                | 1:06.73 | Q                |
| 9    | 6     | 6    | Hrafnhildur Lúthersdóttir | ISL Islândia                 | 1:06.81 | Q                |
| 10   | 5     | 6    | Jennie Johansson          | SWE Suécia                   | 1:06.84 | Q                |
| 11   | 4     | 2    | Rachel Nicol              | CAN Canadá                   | 1:06.85 | Q                |
| 12   | 5     | 8    | Chloé Tutton              | GBR Grã-Bretanha             | 1:06.88 | Q                |
| 13   | 6     | 2    | Satomi Suzuki             | JPN Japão                    | 1:06.99 | Q                |
| 14   | 6     | 1    | Jessica Vall              | ESP Espanha                  | 1:07.07 | Q                |
| 15   | 5     | 2    | Viktoriya Zeynep Güneş    | TUR Turquia                  | 1:07.14 | Q                |
| 16   | 4     | 3    | Kanako Watanabe           | JPN Japão                    | 1:07.22 | Q                |
| 17   | 5     | 7    | Arianna Castiglioni       | ITA Itália                   | 1:07.32 |                  |
| 18   | 3     | 4    | Jenna Laukkanen           | FIN Finlândia                | 1:07.35 | Recorde nacional |
| 19   | 6     | 7    | Kierra Smith              | CAN Canadá                   | 1:07.41 |                  |
| 20   | 5     | 3    | Martina Carraro           | ITA Itália                   | 1:07.56 |                  |
| 21   | 5     | 1    | Fiona Doyle               | IRL Irlanda                  | 1:07.58 |                  |
| 22   | 6     | 8    | Zhang Xinyu               | CHN China                    | 1:07.59 |                  |
| 23   | 3     | 2    | Molly Renshaw             | GBR Grã-Bretanha             | 1:07.92 |                  |
| 24   | 4     | 5    | Georgia Bohl              | AUS Austrália                | 1:07.96 |                  |
| 25   | 3     | 1    | Anna Sztankovics          | HUN Hungria                  | 1:08.06 |                  |
| 26   | 3     | 8    | Martina Moravčíková       | CZE República Checa          | 1:08.50 |                  |
| 27   | 3     | 5    | Sophie Hansson            | SWE Suécia                   | 1:08.67 |                  |
| 28   | 4     | 1    | Fanny Lecluyse            | BEL Bélgica                  | 1:08.80 |                  |
| 29   | 4     | 8    | Daria Chikunova           | RUS Rússia                   | 1:09.12 |                  |
| 30   | 3     | 6    | Amit Ivry                 | ISR Israel                   | 1:09.42 |                  |
| 31   | 2     | 5    | Maria Romanjuk            | EST Estônia                  | 1:09.49 |                  |
| 32   | 3     | 3    | Yvette Kong               | HKG Hong Kong                | 1:09.56 |                  |
| 33   | 2     | 4    | Phee Jinq En              | MAS Malásia                  | 1:10.22 |                  |
| 34   | 2     | 6    | Dariya Talanova           | KGZ Quirguistão              | 1:10.94 |                  |
| 35   | 3     | 7    | Tjaša Vozel               | SLO Eslovênia                | 1:11.15 |                  |
| 36   | 2     | 3    | Tatiana Chișca            | MDA Moldávia                 | 1:11.37 |                  |
| 37   | 2     | 2    | Evita Leter               | SUR Suriname                 | 1:14.96 |                  |
| 38   | 2     | 1    | Pilar Shimizu             | GUM Guam                     | 1:16.65 |                  |
| 39   | 2     | 8    | Izzy Joachim              | VIN São Vicente e Granadinas | 1:17.37 |                  |
| 40   | 2     | 7    | Jamila Lunkuse            | UGA Uganda                   | 1:19.64 |                  |
| 41   | 1     | 3    | Darya Semyonova           | TKM Turcomenistão            | 1:19.84 |                  |
| 42   | 1     | 5    | Rechael Tonjor            | NGR Nigéria                  | 1:21.43 |                  |
| 43   | 1     | 4    | Teona Bostashvili         | GEO Geórgia                  | 1:22.91 |                  |
| 44   | 1     | 6    | Daniah Hagul              | LBA Líbia                    | 1:25.47 |                  |

### Semifinais

#### Semifinal 1
| Pos. | Raia | Nadadora              | CON              | Tempo   | Notas |
| ---- | ---- | --------------------- | ---------------- | ------- | ----- |
| 1    | 4    | Yuliya Yefimova       | RUS Rússia       | 1:05.72 | Q     |
| 2    | 5    | Rūta Meilutytė        | LTU Lituânia     | 1:06.44 | Q     |
| 3    | 2    | Jennie Johansson      | SWE Suécia       | 1:07.06 |       |
| 4    | 3    | Rikke Møller Pedersen | DEN Dinamarca    | 1:07.07 |       |
| 5    | 6    | Taylor McKeown        | AUS Austrália    | 1:07.12 |       |
| 6    | 7    | Chloé Tutton          | GBR Grã-Bretanha | 1:07.29 |       |
| 7    | 8    | Kanako Watanabe       | JPN Japão        | 1:07.43 |       |
| 8    | 1    | Jessica Vall          | ESP Espanha      | 1:07.55 |       |

#### Semifinal 2
| Pos. | Raia | Nadadora                  | CON                | Tempo   | Notas |
| ---- | ---- | ------------------------- | ------------------ | ------- | ----- |
| 1    | 4    | Lilly King                | USA Estados Unidos | 1:05.70 | Q     |
| 2    | 3    | Shi Jinglin               | CHN China          | 1:06.31 | Q     |
| 3    | 5    | Katie Meili               | USA Estados Unidos | 1:06.52 | Q     |
| 3    | 6    | Alia Atkinson             | JAM Jamaica        | 1:06.52 | Q     |
| 5    | 2    | Hrafnhildur Lúthersdóttir | ISL Islândia       | 1:06.71 | Q     |
| 6    | 7    | Rachel Nicol              | CAN Canadá         | 1:06.73 | Q     |
| 7    | 1    | Satomi Suzuki             | JPN Japão          | 1:07.18 |       |
| 8    | 8    | Viktoriya Zeynep Güneş    | TUR Turquia        | 1:07.41 |       |

### Final
| Pos.              | Raia | Nadadora                  | CON                | Tempo   | Notas            |
| ----------------- | ---- | ------------------------- | ------------------ | ------- | ---------------- |
| Medalha de ouro   | 4    | Lilly King                | USA Estados Unidos | 1:04.93 | Recorde olímpico |
| Medalha de prata  | 5    | Yuliya Yefimova           | RUS Rússia         | 1:05.50 |                  |
| Medalha de bronze | 2    | Katie Meili               | USA Estados Unidos | 1:05.69 |                  |
| 4                 | 3    | Shi Jinglin               | CHN China          | 1:06.37 |                  |
| 5                 | 8    | Rachel Nicol              | CAN Canadá         | 1:06.68 |                  |
| 6                 | 1    | Hrafnhildur Lúthersdóttir | ISL Islândia       | 1:07.18 |                  |
| 7                 | 6    | Rūta Meilutytė            | LTU Lituânia       | 1:07.32 |                  |
| 8                 | 7    | Alia Atkinson             | JAM Jamaica        | 1:08.10 |                  |

Legenda
| Recorde mundial      | Recorde mundial (World record)               |                       | Recorde africano                      | Recorde africano (African) |                                           | Q | Classificado por posição (Qualified) |
| Recorde olímpico     | Recorde olímpico (Olympic record)            | Recorde da América    | Recorde da América (Americas)         | q                          | Classificado por melhor tempo (Qualified) |   |                                      |
| Melhor marca do ano  | Melhor marca do ano (World leading)          | Recorde asiático      | Recorde asiático (Asian)              | DNS                        | Não largou (Did not start)                |   |                                      |
| Recorde nacional     | Recorde nacional (National record)           | Recorde europeu       | Recorde europeu (European)            | DNF                        | Não terminou (Did not finish)             |   |                                      |
| Recorde pessoal      | Recorde pessoal do atleta (Personal best)    | Recorde da Oceania    | Recorde da Oceania (Oceania)          | DSQ / DQ                   | Desclassificado (Disqualified)            |   |                                      |
| Recorde da temporada | Recorde da temporada do atleta (Season best) | Recorde sul-americano | Recorde sul-americano (South America) | NM                         | Sem marca (No mark)                       |   |                                      |